# Armario ignífugo
Los armarios ignífugos son armarios equipados con sistemas de protección contra el fuego para aislar los productos almacenados en su interior. El nivel de protección se denomina con las siglas RF (Resistencia al Fuego) seguido de un dígito que indica el número de minutos en que, habiéndose declarado un incendio, la temperatura en el interior del armario no sufre un aumento de 180 kelvin. Para determinar estos valores, se realizan ensayos normalizados en los que se introduce el armario en un horno a la temperatura de 1.000 °C.
Los niveles de resistencia al fuego pueden ser de 15, 30, 60, 90 o 120 minutos. Las paredes de estos armarios están fabricadas con materiales aislantes y no combustibles. Además disponen otros sistemas de protección como juntas de dilatación que se expanden hasta 20 veces su espesor inicial, para sellar rendijas en puertas y conductos de ventilación y sistemas automáticos de cierre de puertas con componentes termofusibles que actúan cuando la temperatura ambiente supera los 50 °C.
Las especificaciones de los armarios ignífugos se recogen en la norma Europea UNE-EN 14470-1. El cual detalla en función del tipo de producto y actividad en la que se ubique (industrial o laboratorio) la resistencia al fuego que debe disponer el armario. En la mayoría de las ocasiones se ubican en su interior disolventes de tipos varios, lo cual obliga a la disposición de una resistencia de 90 minutos, siendo de 15 minutos únicamente para tintas o similares.
Este tipo de armarios tienen un doble objetivo. En primer lugar aislar el interior del exterior del armario. Cuando la temperatura supera los 50 °C, las puertas y conductos de ventilación se cierran herméticamente, protegiendo los productos almacenados en el armario de un fuego exterior o sofocando el incendio si este se ha producido en el interior del armario. En segundo lugar, en el caso de productos especialmente peligrosos, el nivel de protección (RF) indica a los bomberos el margen de tiempo que tienen antes de que los productos almacenados en el interior de los armarios se inflamen o exploten.
Estos armarios se utilizan para almacenar productos peligrosos-: inflamables, explosivos, tóxicos, corrosivos o contaminantes. También se utilizan para almacenar otros productos que sin ser peligrosos, su protección contra el fuego resulte prioritaria (copias de seguridad, documentación en papel o soportes informáticos, etc.)
Asimismo los armarios ignífugos deben disponer de certificado de conformidad CE en cumplimiento de la UNE-EN 14.727.
El armario ignífugo en Europa se debe seguir según las normas UNE, mientras que el países americanos las normas de seguimiento son las OSHAS, y más concretamente la NFPA-30 (National Fire Protection Association).

## Armarios de seguridad ignífugos
Los armarios de seguridad ignífugos son armarios blindados que añaden una seguridad contra robo adicional. Estos armarios son considerados auténticas cajas fuertes dado el espesor de sus paredes. Cuentan con cerraduras profesionales certificadas según la norma Europea EN1300 ( Electrónicas, a llave o de combinación).
Los niveles de resistencia al fuego son pueden ser de 30,60,90 y 120 minutos. Al igual que los armarios ignífugos estándar, los armarios de seguridad ignífugos cuentan con las mismas características y propiedades que los hacen resistentes a las condiciones de un incendio estándar.
Los armarios de seguridad ignífugos se basan en normativas Alemanas DIN contra incendios que han sido adaptadas para ser utilizadas en toda Europa bajo las siguientes normativas UNE-EN:

### Normas Europeas contra Fuego EN 15659 y EN 1047-1[3]
En adición al grado de seguridad, las cajas fuertes y armarios de seguridad están también disponibles en versiones ignífugas con protección contra el fuego.
Cajas fuertes y armarios ignífugos según EN 15659 protegen documentos de la exposición al calor de 30 a 60 minutos ( LFS 30 P o LFS 60 P).
Cajas fuertes y armarios ignífugos según EN 1047-1 protege el contenido interior del fuego, siendo estanco contra el humo y el agua de los sistemas antiincendios, de 60 hasta 120 minutos. Resisten los test más exigentes del Institute of Material Testing at the University of Braunschweig (MPA). Para estos test la caja fuerte es sometida a una temperatura de 1090 °C de 60 a 120 minutos para luego ser lanzada al vacío contra un suelo de grava y piedras desde una altura de 9,15 m. Este test es equivalente a la caída desde un 3.er Piso.
Los niveles de resistencia para estas 2 normas son los siguientes:
EN 15659 LFS30P – 30 minutos resistencia fuego para papel.
EN 15659 S LFS60P -60 minutos resistencia fuego para papel.
EN 1047-1 S30P – 30 minutos contra fuego, humo y agua. para Papel.
EN 1047-1 S60P – 60 minutos contra fuego, humo y agua. para Papel.
EN 1047-1 S120P – 120 minutos contra fuego, humo y agua. para Papel.
EN 1047-1 S30DIS – 30 minutos contra fuego, humo y agua. para Papel y Datos.
EN 1047-1 S60DIS- 60 minutos contra fuego, humo y agua. para Papel y Datos.
EN 1047-1 S120DIS – 120 minutos contra fuego, humo y agua. para Papel y Datos.

## Norma Alemana contra el fuego DIN4102.
Los armarios con protección contra el fuego DIN4102 cuentan con los test de resistencia al fuego según las normativas Alemanas. Esta normativa garantiza que el producto no contiene ningún tipo de producto inflamable y que cuenta con una resistencia directa contra el fuego y llamas, actuando de barrera corta-fuegos. Los armarios  DIN también cuentan con la protección añadida contra agua, llamas y gas al ser estancos.
- Datos: Q5704697

1. ↑  «Armarios de Seguridad para Productos Inflamables y Gases». Consultado el 22 de noviembre de 2015.
2. ↑  «Armarios de Seguridad para Productos Químicos no Inflamables». Consultado el 14 de septiembre de 2015.
3. ↑  «Normativa y ensayos para cajas y armarios ignífugos». Libro-Guía de las Cajas Fuertes. Consultado el 28 de julio de 2015.
4. ↑  «Normativas Europeas Contra Robo e incendio». Consultado el 22 de diciembre de 2014.
5. ↑  «ECB-S Fire Protection». 22 de diciembre de 2014.